# Ciao nì!
Ciao nì! è un film del 1979 diretto da Paolo Poeti, con Renato Zero.

## Trama
Durante il suo tour, Renato Zero riceve una lettera di un certo «Ciao nì!», che lo vuole vedere morto. Tra un'esibizione e l'altra, Renato, insieme allo psicanalista «Super io», fa riaffiorare il suo passato per scoprire chi è l'assassino. Rivedrà i suoi genitori, che lui accusa di non averlo indirizzato a un'identità sessuale definita, la suora, che lo trafiggeva con un crocifisso come coltello per il suo narcisismo, e infine il sergente Paolo Rovesi, a cui Renato si presentò durante la visita di leva in giarrettiere e mutandine di seta.
Ma nessuno di questi è l'assassino, in quanto i genitori sono interessati solo ai soldi e alla popolarità di Renato, la suora è pentita ed è diventata ora una sua fan, e il sergente, scopre Renato, indossa indumenti femminili sotto la tuta mimetica. Renato, a metà del suo concerto, concede un'intervista a un giornalista, che lo punzecchia di domande e chiama addirittura un plotone di scienziati per esaminarlo. Tra questi, uno lo osserva con molto interesse, tanto che durante una esibizione non gli toglierà mai gli occhi di dosso, ma anche questi non c'entra, infatti lo scienziato voleva esaminare Renato che, secondo lui, è la perfetta combinazione dei due sessi in uno.
Renato teme anche che l'assassino si nasconda all'interno del suo entourage: il manager «Dollaro», «Super io», il muto postino saltellante «Mignolo» e la materna domestica «Zucchero». Alle soglie dell'ultima esibizione, dinanzi allo specchio, Renato scoprirà che «Ciao nì!» altri non è che la sua normalità, che vuole punirlo per essere diventato un perverso, ma Renato infrange lo specchio con un mattone e, gettandosi la lettera alle spalle, fa l'ultima esibizione, con le persone del suo passato che lo guardano divertite.

## Colonna sonora
Ecco i brani presenti nel film:
- Il carrozzone
- La favola mia
- Io uguale io
- Sesso o esse
- Fermati
- Chi sei
- Triangolo
- Sergente no
- Nascondimi
- Sbattiamoci
- Sogni di latta
- Uomo, no
- Baratto
- La tua idea